# San Cristoforo
San Cristoforo – miejscowość i gmina we Włoszech, w regionie Piemont, w prowincji Alessandria.
Według danych na styczeń 2010 gminę zamieszkiwało 608 osób przy gęstości zaludnienia 169,4 os./1 km².